# RŽD-Baureihe 2ЭС7
Die RŽD-Baureihe 2ЭС7 (deutsche Transkription 2ES7) der Russischen Eisenbahnen (RŽD) ist eine achtachsige russische Zweisektions-Güterzuglokomotive für mit Wechselstrom elektrifizierte Strecken. Sie besitzt Traktionsfahrmotoren als Drehstromfahrmotoren, die Stromübertragung geschieht auf der Basis von Vierquadrantenstellern. Entwickelt wurde die Lokomotive von der russischen Kompanie Gruppe Sinara in Zusammenarbeit mit Siemens. Praktisch kann die Lokomotive als eine Variante der RŽD-Baureihe 2ЭС10 bezeichnet werden.

## Historie der Schaffung und des Betriebes

### Konstruktion und technische Einrichtungen

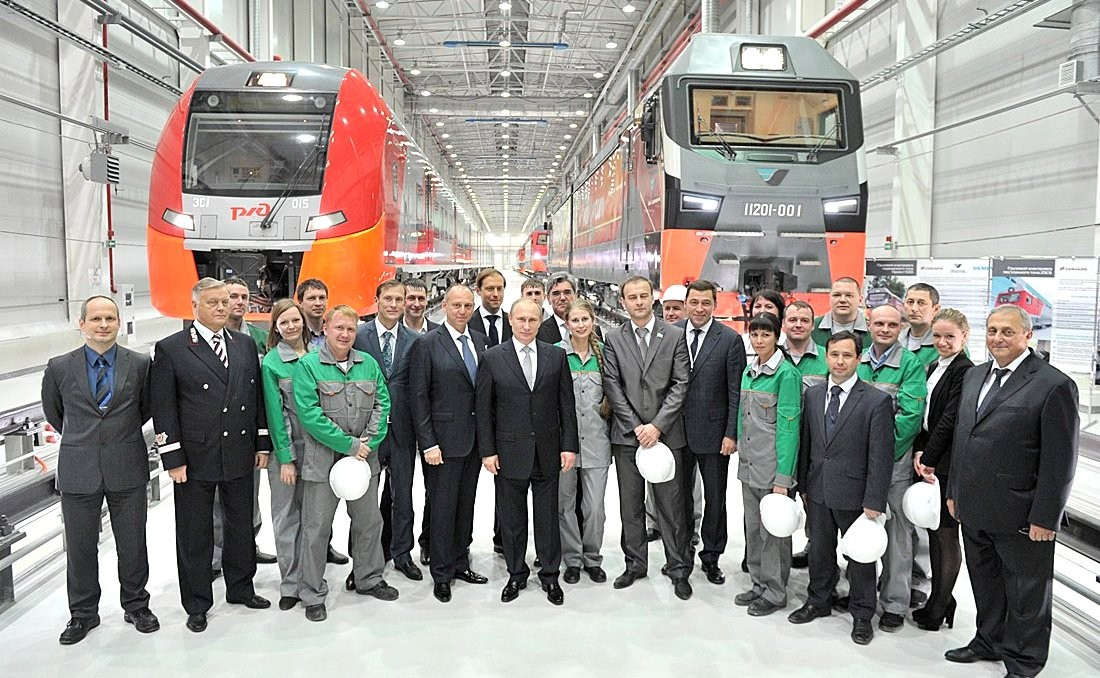
Werksfoto in den Fabrikhallen der Ural Lokomotiven mit Wladimir Putin

Praktisch ist die Lokomotive eine Weiterentwicklung der RŽD-Baureihe 2ЭС10 für den Einsatzgebiet auf mit 25 kV 50 Hz ~ elektrifizierten Eisenbahnstrecken. In großem Umfang stellt der Plan der Lokomotive die inländische Basisplattform der Elektrolokomotive 2ЭС6 dar, entwickelt von der Gruppe Sinara in Zusammenhang mit der integrierten Stromübertragung von Siemens.
Die hauptsächliche Bauform der Lokomotive (mit Ausnahme der elektrischen Ausrüstung) entspricht der RŽD-Baureihe 2ЭС10. Der wesentlichste Unterschied ist die Ausrüstung mit der Rekuperationsbremse anstatt der Kombination Rekuperationsbremse – Widerstandsbremse bei der 2ЭС10. Außerdem wurden bei der Lokomotive einige Neuerungen gegenüber inländischen Konstruktionen angewandt, so bei der Dachausrüstung mit der Anwendung der Hochspannungsschienen, und massive Isolatoren ersetzten die mehr kompakten Hochspannungskabel.
Außerdem ist die Lokomotive mit folgenden Ausrüstungen versehen:
- Anwendung eines Mikroprozessor-Systems der Steuerung mit der Bezeichnung МПСУиД (MPSUiD); dieses schließt die Funktion der Registrierung von Parametern, der Diagnostik mit Übergabe der Daten über den Kanal zu dem Radiofunk ein.

- Ausrüstung mit modularen Lokführerkabinen mit neuer Gestalt und verbesserten ergonomischen sowie hygienischen Parametern.

- Senkung des Verbrauches von Elektroenergie durch die Anwendung von Leuchtdioden für die Beleuchtung.

Die Lokomotive ist für die Arbeit mit Vielfachsteuerung und für die alleinige Arbeit nur einer Sektion vorgesehen.